# Tjarda Struik
Tjarda Struik (Putten, 17 april 1986) is een Nederlandse VVD-politicus en bestuurder. Sinds 14 november 2023 is zij burgemeester van Leiderdorp.

## Levensloop
Struik is geboren in Putten op de Veluwe, waar ze opgroeide met haar zus en twee halfzussen. Toen ze op de basisschool zat, vermoedden haar leraren en ouders dat ze niet goed kon zien. Bij onderzoek werd de oogziekte maculadegeneratie vastgesteld, een progressieve ziekte. Door deze oogaandoening heeft Struik voor ongeveer vijf procent zicht.
Struik kreeg geen speciale behandeling en ging niet naar het bijzonder onderwijs. Ze behaalde tussen 2005 en 2012 in Groningen een bachelor- en masteropleiding psychologie.
Na haar studie verhuisde Struik naar Amsterdam, waar ze merkte dat ze zich met haar beperking niet goed kon handhaven. Tijdens een negen maanden durend verblijf in een revalidatiecentrum leerde ze braille en leerde ze een stok te gebruiken.
Struik begon haar carrière als communicatieadviseur bij het revalidatiecentrum waar ze zelf verbleef. Vervolgens was ze manager in de gehandicaptenzorg. Na een gesprek met oud-Kamervoorzitter Gerdi Verbeet besloot ze zelf in de politiek te gaan.
Van 29 maart 2018 tot 3 oktober 2023 was Struik gemeenteraadslid in Zeist.
In 2021 startte ze een sprekers- en adviesbureau, waarmee ze lezingen geeft over inclusiviteit en diversiteit. Ze is sinds 2022 actief op TikTok als blindfluencer met medio 2023 zo'n tweehonderdduizend volgers.
Op 13 juni 2023 werd ze door de gemeenteraad van Leiderdorp voorgedragen als nieuwe burgemeester. Op 14 november van dat jaar werd Struik beëdigd als burgemeester door commissaris van de Koning, Jaap Smit. Daarmee werd ze de eerste vrouwelijke (bijna) blinde burgemeester van Nederland. Ter voorbereiding volgde ze een oriëntatieprogramma van het ministerie van Binnenlandse Zaken.

## Privé
Struik woonde in Zeist, totdat ze voor haar werk als burgemeester naar Leiderdorp verhuisde. Haar vader was directeur van conservenfabriek Struik.
Struik is moeder van twee kinderen. In september 2024 maakte ze via Instagram bekend dat ze gaat scheiden, maar met de vader van haar kinderen nog wel de opvoeding van hun kinderen goed wil organiseren.